# Weimarse staande hond
De Weimarse staande hond of Weimaraner is een Duits hondenras, oorspronkelijk gefokt voor het opsporen van groot wild, zoals beren, en als jachthond. Over het ontstaan van het ras is weinig bekend, maar het is zeker dat de hond aan het begin van de negentiende eeuw in Weimar gehouden werd aan het op jacht beluste hof van Karl August, de groothertog van Saksen-Weimar-Eisenach.

## Uiterlijk
De Weimarse staande hond heeft een schofthoogte van 59 tot 70 cm, de teven zijn kleiner, de schofthoogte hiervan varieert tussen 57 en 65 centimeter. De weimaraner kan een kortharige of een langharige vacht hebben, maar alleen in de kleuren zilver, reegrijs of muisgrijs.
Het gewicht ligt tussen de 27 en 40 kilogram.

## Karakter
De Weimarse staande hond is een vriendelijke, werkwillige en intelligente hond met een groot uithoudingsvermogen. Ze zijn geschikt voor de jacht, niet bang voor water, maar ook als gezinshond voor mensen die een actieve hond zoeken, indien goed gesocialiseerd, geen problemen. De Weimarse staande hond leert snel, hij heeft de will to please en heeft behoefte aan duidelijkheid en consequentie van de eigenaar.